# هری واتسون (بازیکن هاکی روی یخ)
هری واتسون (انگلیسی: Harry Watson; ۱۴ ژوئیهٔ ۱۸۹۸ – ۱۱ سپتامبر ۱۹۵۷) بازیکن هاکی روی یخ اهل کانادا بود.
وی همچنین برندهٔ جوایزی همچون تالار افتخارات هاکی شده‌است.